# Bernhard Bischopinck

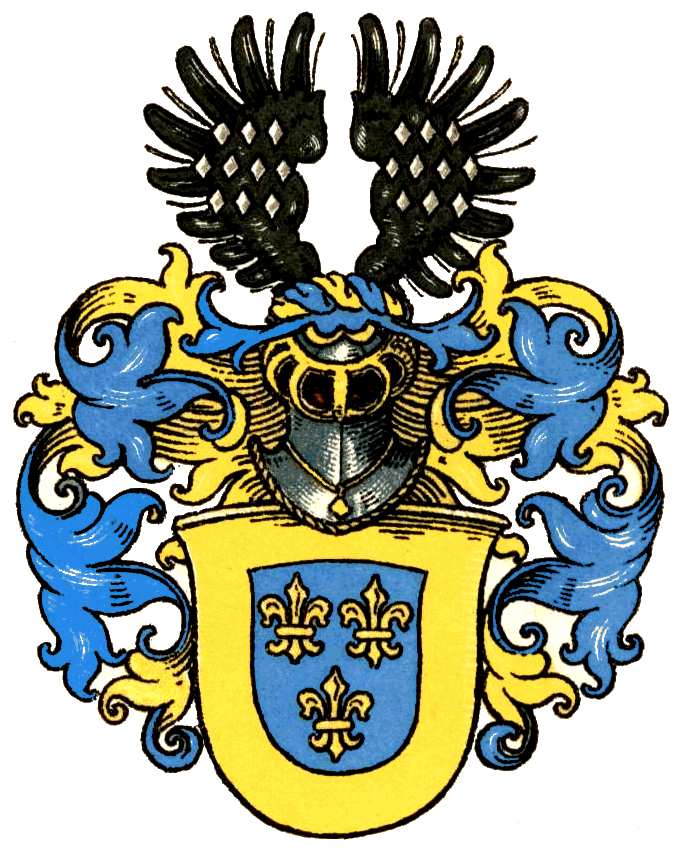
Wappen der Bischopinck seit 1406

Bernhard Bischopinck (* 31. Januar 1690 (oder 1692) in Borken/Westfalen; † ca. 1746 in Mangalore, Indien) war Theologe und Jesuit. Er wirkte als Missionar und Sprachwissenschaftler in Indien. 

## Leben
Bernhard Bischopinck entstammt der alten adeligen Erbmännerfamilie Bischopinck aus Münster und wuchs in Borken/Westfalen auf, wo sein Vater als Gograf amtierte. Am 24. Mai 1708 trat er in den Jesuitenorden ein und 1722 fand seine Profess statt. 
1726 reiste er in die südindische Jesuitenprovinz Malabar, eignete sich dort Kenntnisse in Malayalam an und wurde danach auf Missionsreisen geschickt. Später unterrichtete er Philosophie und Theologie am Kolleg in Ambalakad (Kerala), einer der wichtigsten Missionsstationen der Jesuiten in Südindien, in dem sich seit 1665 das zuvor in Cochin beherbergte Jesuitenseminar befand. Er wurde dort Vize-Rektor und Ambalakad entwickelte sich zu einem bedeutenden Forschungszentrum indischer Sprachen. Die dortige Druckpresse der Jesuiten ermöglichte die Herausgabe von Werken in Tamil und Malayalam. Zusammen mit Anton Pimentel half Bischopinck dem ebenfalls in Ambalakad wirkenden Johann Ernst von Hanxleden bei der Erstellung von dessen Dictionarium Samscredamico-Lusitanum und fügte diesem Hanxledens Grammatik sowie einen selbst verfassten Katechismus in Malayalam hinzu. In seinen Briefen berichtete Bischopinck ausführlich über die Jesuitenmission in Südindien. 
Bernhard Bischopinck starb um 1746 in Mangalore.

## Werke
- Dictionarium Malabaricum et Samscredamico-Lusitanum, cui praefixa est grammatica P. Ern. Hanxleden, et in fine addita catechesis christiana lingua malabarica, Rom, Bibl. Propaganda Fide
- Briefe, abgedruckt in: Joseph Stöcklein, Der neue Welt-Bott, IV, 2, 1755: 27. Juli 1732 (Nr. 601); Der neue Welt-Bott, V, 2, 1758: o. D. (Nr. 739).